# Okręty podwodne typu Resolution
Okręty podwodne typu Resolution – brytyjskie okręty podwodne z napędem atomowym przenoszące pociski balistyczne typu Polaris. Zbudowano 4 okręty, które zaczęły wchodzić do służby w 1966.

## Historia
W 1959 do służby w US Navy wszedł pierwszy okręt podwodny wyposażony w pociski balistyczne. Wielka Brytania postanowiła także wejść w posiadanie takich jednostek i przystąpiła do opracowywania własnej konstrukcji która była powiększoną i zmodernizowaną wersją okrętów typu Valiant. W 1963 podjęto decyzje o zakupie w Stanach Zjednoczonych 80 pocisków balistycznych typu Polaris przeznaczonych dla nowych okrętów.
Stępkę pod pierwszy okręt serii HMS „Resolution” położono 26 lutego 1964 w stoczni Vickers Armstrong. Wodowanie w obecności królowej Elżbiety odbyło się 15 września 1966. Okręt wszedł do służby 2 października 1967 i po intensywnych próbach i testach 15 czerwca 1968 wyszedł w swój pierwszy operacyjny patrol z pociskami Polaris na pokładzie. Ostatni 4 okręt serii wszedł do służby w 1969.
W latach 80. okręty zostały poddane modernizacji. W 1992 rozpoczął się proces wycofywania okrętów ze służby, który zakończył się w 1996. Wycofane okręty zostały zastąpione przez okręty typu Vanguard.

## Zbudowane okręty
- HMS Resolution – wodowanie 15 września 1966, wejście do służby 2 października 1967, wycofany ze służby 22 października 1994
- HMS Repulse – wodowanie 4 listopada 1967, wycofany ze służby 1996
- HMS Renown – wodowanie 25 lutego 1967, wycofanie ze służby 1996
- HMS Revenge – wodowanie 15 marca 1968, wycofanie ze służby 1992